# Lauren Kate
Lauren Kate (Dallas, Texas) is een Amerikaans schrijfster van jeugdliteratuur. Ze studeerde aan het college van Atlanta, waar ze geïnspireerd werd tot het schrijven van haar zesdelige serie Fallen. Haar boeken zijn vertaald in meer dan dertig talen.

### Fallen
- 2009 - Fallen  (Fallen 2010)
- 2010 - Torment (Kwelling 2011)
- 2011 - Passion (Passie 2011)
- 2012 - Fallen In Love  (Fallen In Love 2012)
- 2012 - Rapture (Extase zomer 2012)
- 2016 - Unforgiven (Schuld 2016)

### Teardrop
- 2013 - Teardrop (Teardrop 2014)
- 2014 - Waterfall (Waterfall 2015)

### Andere boeken
- 2010 - The Betrayal of Natalie Hargrove - (Het Verraad van Natalie Hargrove 2013)